# Cir d'Esmirna
Cir (en llatí Cyrus) va ser un cristià d'Egipte que arribà a bisbe d'Esmirna, i és esmentat per Teòfanes Isàuric.
La seva habilitat com a poeta li va permetre obtenir el favor de l'emperadriu Eudòxia. Sota Teodosi el Gran va ser nomenat prefecte del pretori, i exarca de la ciutat de Constantinoble. Quan Eudòxia va anar a Jerusalem va perdre el favor de l'emperador i va haver de deixar els seus càrrecs civils. Llavors la comunitat el va nomenar bisbe d'Esmirna. Va viure fins al temps de l'emperador Lleó I el Traci (457-474)